# Rosendorf (Türingia)
Rosendorf település Németországban, azon belül Türingiában. Lakosainak száma 162 fő (2023. december 31.).

## Népesség
A település népességének változása:
| Lakosok száma | 167  | 171  | 166  | 171  | 162  |
|               | 2017 | 2019 | 2021 | 2022 | 2023 |